# Skoki narciarskie 2002: Polskie złoto
Skoki narciarskie 2002: Polskie złoto (Ski Jump Challenge 2002; RTL Skispringen 2002) – kolejna część serii gier komputerowych Ski Jump Challenge o skokach narciarskich. Podobnie jak poprzednia część, mylnie zaliczana do polskiej serii z powodu nazwy. Zyskała w Polsce ogromną popularność, spowodowaną występami Adama Małysza w Pucharze Świata oraz jego wizerunkiem w grze.
W stosunku do poprzedniej części znacznie zwiększono realizm rozgrywanych zawodów. Każdy zawodnik jest charakteryzowany przez statystyki przygotowane przez FIS. Punktowanie zależy też od ustawienia skoczka podczas najazdu na próg i lotu. Doszedł realistyczny system woskowania nart, który nastręczał kłopotów początkującym graczom, którzy zamiast zająć się skokiem, musieli dbać o nakładanie właściwych warstw wosku w zależności od aktualnej skoczni, po której skakali. Nałożenie wosku miało kolosalny wpływ na przebieg skoku. Dodano dwie nowe konkurencje: zawody drużynowe i loty narciarskie oraz poprawiono nieco oprawę graficzną. W polskiej wersji językowej można usłyszeć głos znanych komentatorów sportowych – Włodzimierza Szaranowicza oraz Dariusza Szpakowskiego. Dodatkowo możemy skorzystać z encyklopedii skoków (tylko na PC).

## Obiekty
W grze Skoki narciarskie 2002: Polskie złoto można rywalizować na 20 skoczniach, wykonanych na wzór prawdziwych obiektów.